# Félix Dutertre de Véteuil
Pour les articles homonymes, voir Dutertre.
Félix Dutertre de Véteuil (Paris, 18 mars 1806 - Paris 3e, 5 janvier 1877) est un auteur dramatique, chansonnier et écrivain français.

## Biographie
Ancien officier de Dragons, directeur du Théâtre de l'Ambigu-Comique, secrétaire-général de l'Opéra-Comique, ses pièces ont été représentées sur les plus grandes scènes parisiennes du XIXe siècle : Théâtre des variétés, Ambigu-Comique, Théâtre du Panthéon, Théâtre des Folies-Dramatiques, Théâtre de la Porte-Saint-Antoine etc.

## Œuvres
- Le Domino bleu, comédie-vaudeville en 1 acte, avec Auguste-Louis-Désiré Boulé, 1838
- Un mariage russe, comédie-vaudeville en 2 actes, avec Alfred Desroziers, 1840
- Léon, Georges et Marie, ou les Deux amours, comédie-vaudeville en 1 acte, avec Charles Potier, 1841
- Monsieur Mézière, ou Mon drame et ma future, comédie-vaudeville en 1 acte, avec Théodore de Lustières, 1841
- Le Réveil de l'Ambigu, prologue d'ouverture en 1 acte, mêlé de couplets, 1841
- Les Brigands de la Loire, drame en 5 actes, avec Julien de Mallian, 1842
- Plus heureux qu'un roi, vaudeville en 1 acte, avec Cormon, 1845
- Les Inondations de la Loire, récit, 1846
- Marie-Thérèse, opéra en 4 actes, avec Cormon, musique de Nicolas Louis, 1847
- Marie de Médicis, drame en 5 parties et en vers, 1848
- Titine à la Cour, ou la Vertu d'une modiste, vaudeville en 2 actes, avec Théodore Nézel, 1849
- La Ferme de Primerose, comédie vaudeville en 1 acte, avec Eugène Cormon et Charles-Gaspard Delestre-Poirson, 1851
- La Goton de Béranger, vaudeville en 5 actes, dont un prologue, avec Cormon et Eugène Grangé, 1851
- Les Violettes de Lucette, vaudeville en 2 actes, avec Nézel, 1852
- Les Deux Marguerite, vaudeville en 1 acte, avec Commerson, 1853
- Ange et démon, vaudeville en un acte, 1855
- Le Pâté de canard, vaudeville en 1 acte, avec Desroziers, 1855
- L'Huître et les plaideurs, vaudeville en 1 acte, 1857
- Le Marin de Cherbourg, vaudeville en 1 acte, avec Frédérick Lemaître, 1858
- Quand Dieu voudra !, romance, musique de Albert de Bracy, 1858
- La Jarretière rose, vaudeville en 2 actes, avec Charles Deslys, 1859
- Les Pieds de Damoclès, folie-vaudeville en 1 acte, avec Eugène Vachette, 1860
- La Grand-Maman, musique de Albert de Bracy, 1861
- La France au 15 août 1865, cantate, 1865
- Les Petites comédies de l'amour, pièce en 1 acte, mêlée de chant, avec Alphonse Lemonnier, 1865
- Les Faux dieux, pièce en 5 actes, avec Adolphe Huard, 1866
- Tout pour la France, cantate, musique de Alexandre Artus, 1866
- L'Industrie et Napoléon. 15 août 1867, 1867